# Paradise Murdered
Paradise Murdered es una película surcoreana de 2007. Protagonizada por Park Hae-il y Park Sol-mi, fue la ópera prima del director Kim Han-min.

## Sinopsis
Frente a la costa sur de la Península de Corea, existe una isla de solo 17 habitantes. Es la isla conocida como Paradise Island, que debe su nombre a sus impresionantes montañas y al mar, aunados al buen humor de su gente. No hay preocupaciones o estrés para cualquier persona que va ha visitar este hermoso oasis. Pero esta paz es interrumpida cuando uno a uno los habitantes desaparecen sin dejar un solo rastro. El caos se desata  inicialmente cuando es encontrado un cadáver y todos se convierten en sospechosos. El furioso mar no permite que ningún barco alcance la península y su única radio esta descompuesta. Atrapados en la isla, todos sospechan unos de otros y hasta lo invisible, podría ser un posible sospechoso. Con espantosos secretos revelándose día por día, la isla del paraíso poco a poco se convierte en la isla de la muerte.

## Elenco
- Park Hae-il como Jae Woo-sung.[1][2][3]
- Park Sol-mi como Jang Gwi-Nam.[4]
- Sung Ji-ru como Han Choon-bae.
- Park Won-sang como Sang-gu.
- Ahn Nae-sang como Reportero Lee.
- Lee David como Tae-ki.
- Yoo Hye Jung